# Анна фон Шварцбург-Бланкенбург
Анна фон Шварцбург-Бланкенбург (на немски: Anna von Schwarzburg-Blankenburg; * 23 февруари 1497; † 1546) е графиня от Шварцбург-Арнщат-Бланкенбург и чрез женитба графиня на Изенбург-Бюдинген, Драйайх и Бирщайн.

## Произход
Тя е дъщеря на граф Гюнтер XXXIX фон Шварцбург-Бланкенбург (1455 – 1531) и съпругата му графиня Амалия фон Мансфелд (1473 – 1517), дъщеря на граф Фолрад III фон Мансфелд-Рамелбург († 1499) и графиня Маргарета фон Хонщайн-Фирраден († 1508).
Анна фон Шварцбург-Бланкенбург се омъжва на 17 юни 1516 г. в Арнщат за граф Йохан V фон Изенбург-Бюдинген-Бирщайн (* 1476; † 18 май 1533). От 1517 г. започва наследствена война между тримата братя Йохан V, Филип и Дитер II фон Изенбург-Бюдинген (ок. 1470 – 1521).

## Деца
Анна и граф Йохан V имат 7 деца:
- Райнхард (* 1518; † 28 февруари 1568), женен I. 1542 г. за графиня Елизабет фон Валдек (1525 – 1543); II. пр. 4 май 1551 г. в Рудолщат за Маргарета фон Мансфелд († 1573)
- Антон (* 1521; † 5 ноември 1548, убит в битка във Ваарлоос, Белгия)
- Амалия (* 23 юни 1523; † 18 май 1579), омъжена на 17 август 1541 г. в Бюдинген за граф Филип III фон Насау-Вайлбург (1504 – 1559)
- Филип II (* 23 май 1526; † 5 април 1596), граф на Изенбург-Бюдинген в Бирщайн (1533 – 1596), женен на 31 октомври 1559 г. в Бирщайн за графиня Ирменгард (Еренгард) фон Золмс-Браунфелс (1536 – 1577)
- Лудвиг III (* 30 септември 1529; † 7 февруари 1588), женен I. на 24 юни 1571 г. в Арнщат за графиня Анна Сибила фон Шварцбург-Бланкенбург (1540 – 1578), II. на 13 август 1581 г. в Офенбах на Майн за графиня Мария фон Хонщайн-Клетенберг (1558 – 1586)
- Балтазар (* 8 септември 1532; † 1533)
- Ото (* 19 ноември 1533; † 21 юли 1553, убит в битка в Хилдесхайм)